# Cuisine malaise

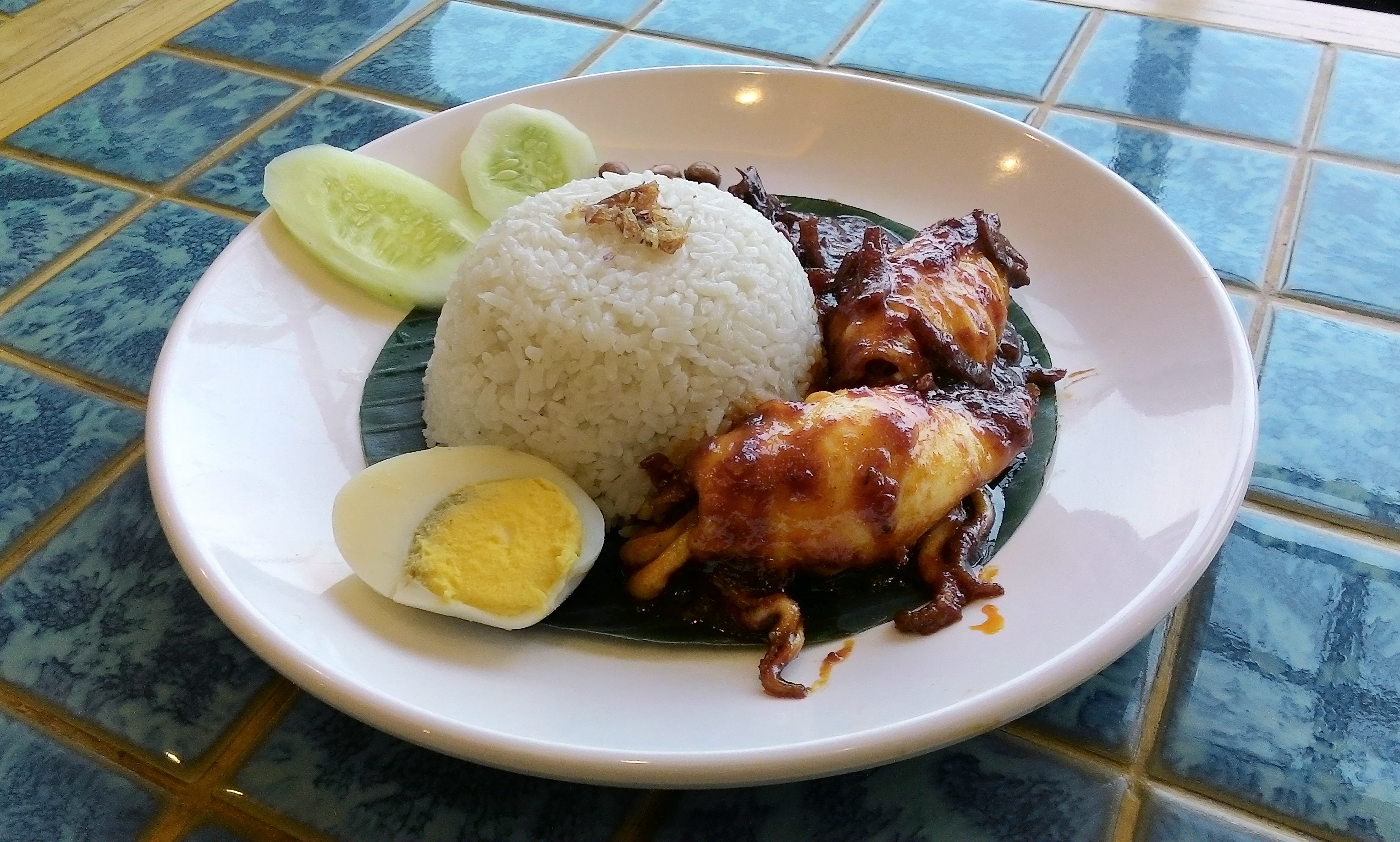
Nasi lemak, un des plats malais les plus populaires.

La cuisine malaise désigne celle du peuple malais. Chaque région de la péninsule se distingue par des plats typiques : Terengganu et Kelantan pour leurs nasi dagang, nasi kerabu et keropok lekor ; Negeri Sembilan pour ses plats à base de lemak ; Pahang pour ses gulai tempoyak ; Kedah pour son asam laksa ; Malacca pour son asam pedas épicé ; Riau pour ses ikan patin (poissons de type Pangasius), gulai ikan patin et asam pedas ikan patin ; les Melayu Deli de Medan (Sumatra) pour leurs nasi goreng teri medan (anchois et riz frit) et gulai ketam (crabe gulai), et Brunei pour son ambuyat.
La caractéristique principale de la cuisine traditionnelle malaise est l'usage généreux d'épices. Le lait de coco est également un ingrédient important, de même que le belacan (pâte de crevette) et le sambal. La cuisine malaise emploie également beaucoup de citronnelle et de galangal.
La plupart du temps, le plat est servi avec du riz. Bien qu'il existe un grand nombre de plats, ils sont servis tous en même temps au cours du repas et non les uns à la suite des autres. Les Malais n'utilisent quasiment pas de couverts pour manger et privilégient la main droite (et jamais la gauche en respect de la tradition sunnite).
Le nasi lemak, du riz cuit façon pilaf dans du lait de coco, est probablement le plat le plus populaire de la péninsule, considéré fréquemment comme un plat national. Un autre exemple est le ketupat ou nasi himpit, riz gluant dans des feuilles de palme, spécialement populaire durant Aïd el-Fitr. Beaucoup de viandes et légumes sont préparés en gulai (curry), pratique d'influence indienne profondément ancrée dans la culture culinaire malaise. La culture chinoise, due à la diaspora chinoise de Malaisie a aussi une influence sur la culture culinaire malaise, via les nouilles par exemple. Depuis que la majorité des Malais sont musulmans, le régime en vigueur est souvent halal, sans porc et rarement d'alcool.

## Plats
- Apam balik (ou terang bulan ou martabak manis en Indonésie), pain avec du sucre, du maïs et des noix.
- Ayam percik (aussi connu sous le nom d'ayam golek dans certains endroits), plat de poulet grillé et mariné, cuit avec un jus épicé de lait de coco.
- Ayam goreng, poulet frit, préalablement mariné dans un mélange de curcuma et d'autres assaisonnements.
- Gulai (mot malais qui désigne le curry, en tant que plat), les ingrédients principaux sont la volaille, le bœuf, le mouton, les abats, les poissons et les fruits de mer, ainsi que des légumes comme des feuilles de manioc. Le jus est généralement jaunâtre dû au rempah qui en constitue la base et à l'addition de curcuma. L'épaisseur et la consistance du jus peuvent varier.
- Ikan bakar, poisson grillé au barbecue ou au charbon de bois, généralement enduit d'une sauce sambal. Il peut être accompagné d'air asam, une sauce faite de pâte de crevette, d'oignons, de piments et de jus de tamarin.
- Ikan pari, raie au barbecue.
- Ikan patin, poisson-chat cuit de plusieurs façons (gulai et asam pedas).
- Ikan asam pedas.
- Kangkung belacan, plante cuite avec du belacan et des piments forts. On peut également utiliser des petai ou des haricots kilomètres.
- Mee rebus, nouilles servies avec une sauce épicée et sucrée à base de pomme de terre. Ce plat est parfois nommé mee jawa.
- Mee goreng, nouilles sautées.
- Nasi lemak, plat populaire à base de riz, cuit à la vapeur avec du lait de coco et des feuilles de pandanus. D'origine purement malaise, il est fréquemment considéré comme le plat national[5]. Il est habituellement servi avec de l'ikan bilis, des cacahuètes, du concombre tranché, des œufs dur et du sambal. Bien qu'il soit souvent considéré comme un petit déjeuner, la grande variété de ses recettes fait qu'on peut le retrouver tout au long de la journée. Pour en faire un plat plus consistant, il est servi avec du poulet frit du curry, ou d'un ragout de viande épicé appelé rendang.
- Nasi dagang, riz cuisiné avec du lait de coco et des graines de fenugrec, servi avec un gulai (souvent du thon ou ikan tongkol), de la noix de coco frite, des œufs durs et des légumes. Le nasi dagang est consommé en petit déjeuner dans les états du Kelantan et de Terrenganu. À ne pas confondre avec le nasi lemak, qui se vend également en même temps que le nasi dagang sur la côte Est.
- Nasi goreng, terme générique pour désigner un riz frit, et qui comprend de nombreuses variantes, comme le nasi goreng kampung, nasi goreng pattaya, le nasi paprik (avec du poulet), et le nasi goreng teri medan (anchois et riz frit).
- Nasi kerabu, riz bleu (le Clitoria ternatea est utilisé pour la teinture), mangé avec du poisson séché ou du poulet rôti, des biscuits ou des crackers et des condiments. Le nasi kerabu est très populaire sur la côte Est, mais on peut en trouver dans tout le pays.
- Ketupat, boulette de riz bouilli enroulée et cuite dans un panier de feuille de palme. Cette méthode de cuisson donne au ketupat une forme et une texture bien caractéristiques. Habituellement mangé avec un rendang, ou en accompagnement de saté, le ketupat est aussi servi lors de diverses festivités telles que l'Hari Raya.
- Rendang, ragout épicé de bœuf et de lait de coco, provenant des Minangkabau d'Indonésie, beaucoup d'entre eux s'étant implantés dans l'état de Negeri Sembilan. On utilise normalement la viande de buffle pour ce plat, mais le bœuf et le poulet sont pour des raisons pratiques de plus en plus utilisés. L'addition commune de kerisik est également une touche bien malaisienne. Le rendang est traditionnellement préparé par la communauté malaise pour des occasions festives, servi avec du ketupat ou du nasi minyak.
- Roti jala (nom issu du malais roti, « pain » et jala, « filet »), on se sert d'une louche spéciale à cinq trous pour lui donner sa forme dentelée. Le roti jala accompagne habituellement un curry ou est servi en dessert avec une sauce sucrée.
- Sate, un des aliments les plus connus de Malaisie, le sate est une brochette faite de bœuf mariné et de morceaux de poulet cuits au barbecue. Il est typiquement accompagné d'une sauce d'arachides grillées. La ville de Kajang, dans l'état de Selangor, est réputée pour ses sates. Sate kajang est un terme désignant des sate dont les morceaux de viande sont plus gros que ceux utilisés habituellement.
- Sambal, le terme sambal ne se réfère pas seulement à une sauce type relish à base de piments pilés avec du belacan, et affiné avec du jus de calamondin, il désigne aussi une façon de cuisiner de la viande, des fruits de mer et des légumes comme le brinjal, et le petai, en les faisant braiser dans une sauce épicée à base de sambal.
- Sambal sotong, sambal à base de seiches et de tomates cuites.
- Sayur lodeh, ragout de légumes cuits dans un jus de lait de coco épicé.
- Soto, bouillon de viande servi avec du riz, du lontong ou des nouilles en fonction des endroits ou des préférences[pas clair].
- Seroundeng, flocons de viande épicés (rousong ou bah-sang), désigne aussi n'importe quel plat dont la viande ou l'ingrédient principal est émincé. En Indonésie, ce terme désigne uniquement un mélange de noix de coco séchée et grillée.
- Sup kambing, une soupe de jeune mouton lentement mijotée avec des herbes aromatiques et des épices et garnie d'échalotes frites, de coriandre fraiche et de jus de calamondin. Une variante substitue le bœuf au mouton, comme des côtes de bœufs (tulang) ou de la queue de bœuf (buntut), en gardant les mêmes herbes et épices.
- Tempoyak, durian fermenté, consommé comme un relish ou ajouté dans des plats braisés et autres ragouts (masak tempoyak).

## Boissons
- Sirap bandung
- Chendol
- Gin pahit, cocktail à base de gin et de bitter
- Kopi O
- Teh O Limau Ais
- Teh tarik